# 占鳌塔
占鳌塔位于中国浙江省嘉兴海宁市盐官镇（原海宁州城）春熙门外临江海塘上、今观潮胜地公园内，为风水塔，取占鳌以寓镇海安澜之意，始建于明万历年间，时海宁县令郭一轮始筑一层有余，继任县令陈扬明于万历四十年（1612）续筑完工，明崇祯九年（1636）和清康熙十五年（1676）重修，清代改名镇海塔，1983年5月至1985年9月重修，复名占鳌塔，2008年重修并重建塔院。
该塔为砖木结构的楼阁式塔，外观六面七层，内为八层，高39.357米，周25.32米，由塔内木梯和塔身砖磴（需经外侧平台绕行）交替而上，第七层有“占鳌塔·清源陈扬明书”砖刻铭文，登塔可俯瞰钱塘江一线潮。